# 鳳来寺山のブッポウソウ

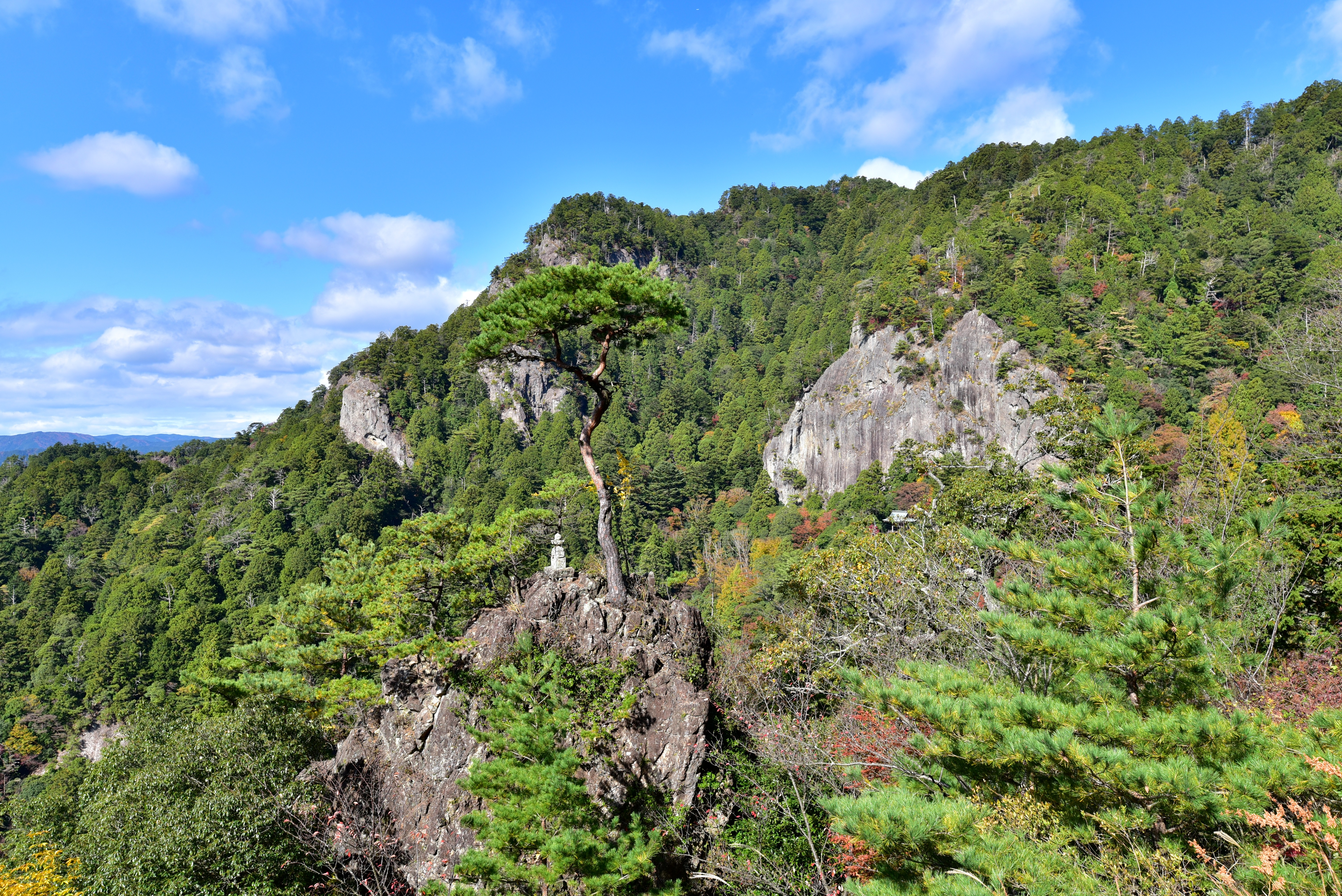
鳳来寺山の風景

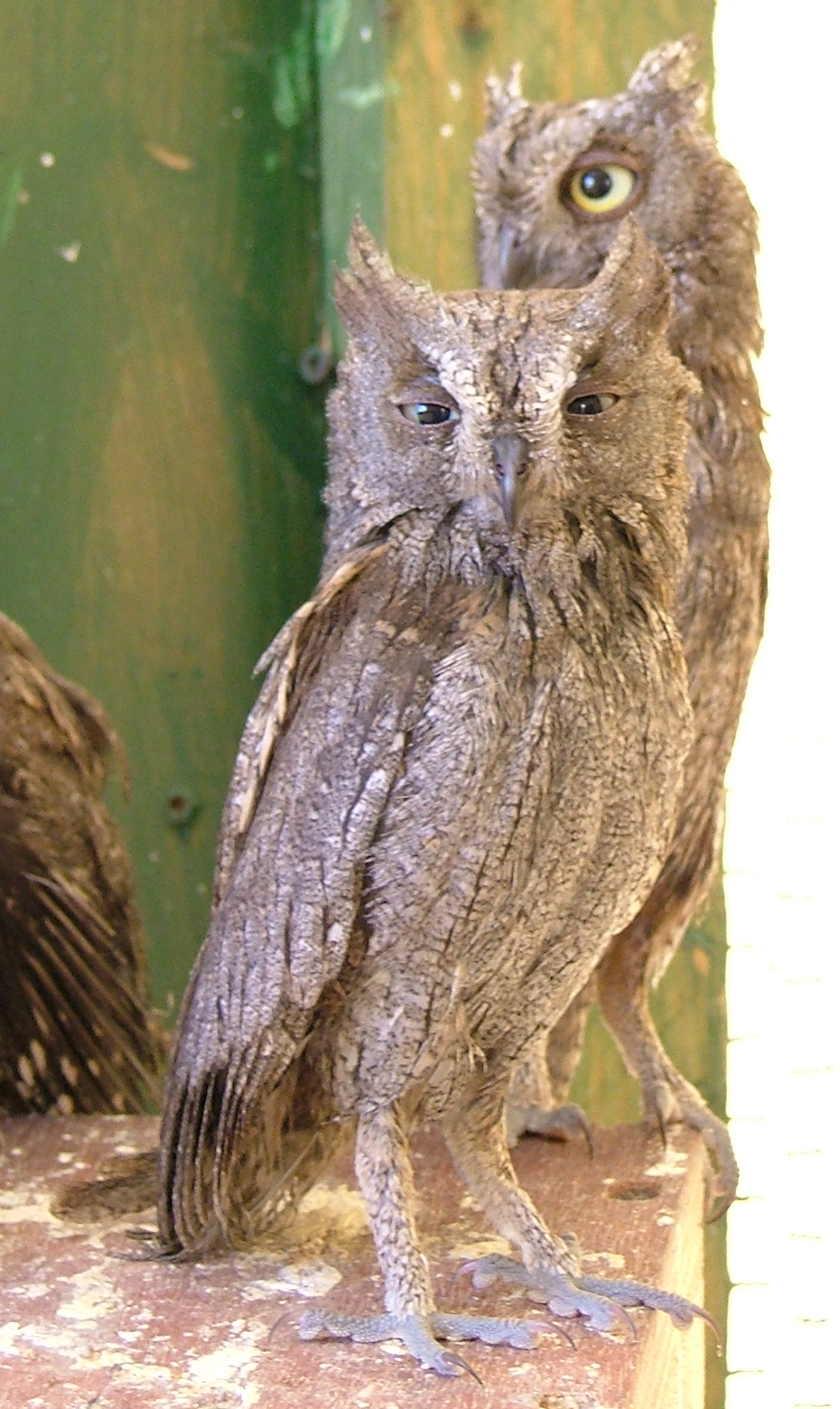
コノハズク

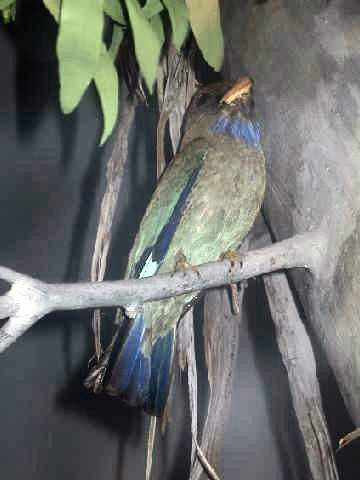
ブッポウソウ

「鳳来寺山のブッポウソウ」（ほうらいじさんのブッポウソウ）は、NHKの歌番組『みんなのうた』で2007年6月 - 7月に放送された楽曲である。

## 概要
作詞・作曲・編曲：冨田勲、唄：NHK東京児童合唱団。CGアニメーション制作：大井文雄。
世界的シンセサイザー奏者・冨田勲は、父親の実家近くの愛知県鳳来寺山で少年時代に幻の鳥と呼ばれた「ブッポウソウ」（コノハズク）の声を聴いたことがあり、その当時の想い出を描いた楽曲である。
現代では「声のブッポウソウ」の正体が「姿のブッポウソウ」とも呼ばれるブッポウソウという鳥ではなくフクロウの仲間のコノハズクであることは知られるようになったが、その事実が解明されるきっかけとなった鳳来寺山でその声は聞かれなくなったという。1970年代から『みんなのうた』の映像を制作しており、今回で28回目の参加となる大井文雄によって奥三河の雄大な風景がCGで表現されている。

## 内容
歌の内容は兄妹らしき男の子と女の子が遠くの山へ逃げていったコノハズクに帰って来るように語りかけ、コノハズクがそれに応じるというもので、「男の子と女の子」「コノハズク」のやり取りを二部合唱で表現している。コノハズクは鳴き声の正体をブッポウソウと間違われたことが面白くなくて逃げてしまったようである。ブッポウソウもコノハズクに帰ってくるように促し、ラストではコノハズクが夜に翼を広げて飛び立つ様子が描かれている。コノハズクが鳳来寺山に帰ってきてほしいのは、作中に登場する男の子と女の子のみならず作者・冨田勲自身の願いでもある。